# Hartington, Nebraska
Hartington är en stad i Cedar County i den amerikanska delstaten Nebraska med en yta av 2,4 km² och en folkmängd som uppgår till 1 554 invånare (2010). Hartington är administrativ huvudort (county seat) i Cedar County.

## Kända personer från Hartington
- Dwight W. Burney, politiker, viceguvernör i Nebraska 1957-1960 samt 1961-1965, guvernör 1960-1961
- Charles Thone, politiker, guvernör i Nebraska 1979-1983